# IEC 60906-1

Aparência geral de tomada IEC 60906-1

IEC 60906-1 é um padrão internacional projetado "para fornecer um padrão para um sistema seguro, compacto e prático de 16 A 250 V AC de plugues e tomadas que pode ser aceito por muitos países como seu padrão nacional, mesmo que não no futuro próximo." O padrão foi publicado originalmente pela Comissão Eletrotécnica Internacional em 1986; a edição atual é a ed2.0 publicada em 2009.
Embora seja quase idêntica à tomada suíça SEV 1011 T12 para 10 A 250 V CA, padronizado em 1937, suas dimensões são ligeiramente diferentes e sua polarização é invertida (se a tomada tiver o condutor de proteção/terra na parte inferior, a fase está localizada à esquerda e o neutro à direita). 
Em 2006, o Brasil foi o primeiro país a adotar a IEC 60906-1 como base para sua norma NBR 14136. Em julho de 2014, a África do Sul introduziu uma norma (SANS 164-2) baseada na IEC 60906-1. Em 2017, a União Europeia (UE) publicou recomendações desaconselhando a harmonização dos sistemas domésticos de plugues e tomadas na UE.

## Características
Os plugues e tomadas IEC 60906-1 são classificados como 16 A, 250 V CA e são destinados ao uso em sistemas de distribuição com tensões nominais entre 200 V e 250 V CA. A IEC 60906-1 define conectores de 3 pinos para aparelhos Classe I e versões de 2 pinos para aparelhos Classe II. (Conectores de 2 pinos ovais adicionais para aparelhos Classe 0 definidos na primeira edição da norma nunca foram implementados e não aparecem mais na segunda edição atual.)
Os plugues IEC 60906-1 são menores do que qualquer outro plugue europeu com classificação de 16 A, sendo apenas ligeiramente maiores que o Europlug de 2,5 A e proporcionando um contato muito mais confiável. Os soquetes são pequenos o suficiente para que dois possam ser instalados no espaço ocupado por um único soquete Schuko ou BS 1363. 
O soquete tem um recesso de 10 mm de profundidade ou um aro de 12 mm de altura, para excluir plugues incompatíveis. Ele garante que o pino de aterramento de proteção estabeleça contato antes dos pinos de linha e neutro. As tomadas devem ter bloqueadores para crianças no orifício de fase e neutro.
Como ele usa o mesmo espaçamento de pinos de 19 mm que a maioria dos sistemas europeus existentes (Schuko, etc.), seria possível projetar soquetes que aceitassem tanto o plugue tradicional quanto os plugues IEC 60906-1 Classe I e II, permitindo uma transição suave para o novo sistema. No entanto, o padrão IEC 60906-1 desencoraja explicitamente o uso de soquetes multipadrão, alegando que tais soquetes podem criar problemas de segurança quando usados com plugues de outros países.

## Dimensões
O seu estilo frontal também consiste num hexágono achatado. Os plugues têm 35,5mm de largura e 17mm de altura. Os lados paralelos estão a 26mm um do outro e os dois pares de faces laterais são ortogonais um em relação ao outro. O pino para o terra está 3mm fora do eixo central entre os pinos fase e neutro.

### O plugue
- Tem pinos redondos (cilíndricos), pinos fase e neutro, que estão a 19 mm um do outro e têm 4,5mm de diâmetro, mais um pino terra, localizado fora do eixo central entre os outros dois;

### A tomada
- Tem 10 mm de profundidade para garantir a inserção do plugue de modo a não haver exposição ou contacto externo com os pinos ligados à rede;
- Garante que o pino ligado ao terra estabeleça contato antes dos pinos fase e neutro;
- Pode ser equipada com um protetor para crianças;
- É compacto o bastante para permitir a instalação de duas tomadas no mesmo espaço necessário para apenas uma tomada "Schuko" ou "BS 1363".

## Adotores

### Padrão Sul-Africano SANS 164-2
A África do Sul é o único país que incorporou na íntegra plugues e tomadas IEC 60906-1 em seus próprios padrões nacionais como. O SANS 164-2 tornou-se o padrão preferido em 2013, substituindo o SANS 164-1 mais antigo (baseado no BS 546), mas de acordo com o gerente de desenvolvimento de padrões eletrotécnicos do South African Bureau of Standards (SABS), os novos plugues e tomadas teriam  "um longo, longo período de integração, mais de 20 anos".

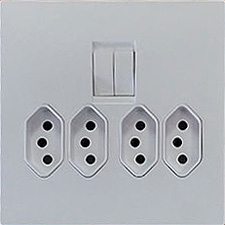
Tomada quádrupla padrão Sul-Africano SANS 164–2.
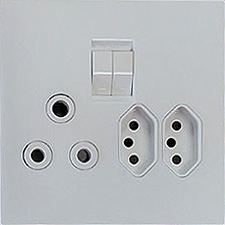
Antigo padrão Sul-Africano SANS 164-1 (esquerda) & e novo SANS 164-2 (direita) combnados numa única tomada.

### Padrão Brasileiro NBR 14136

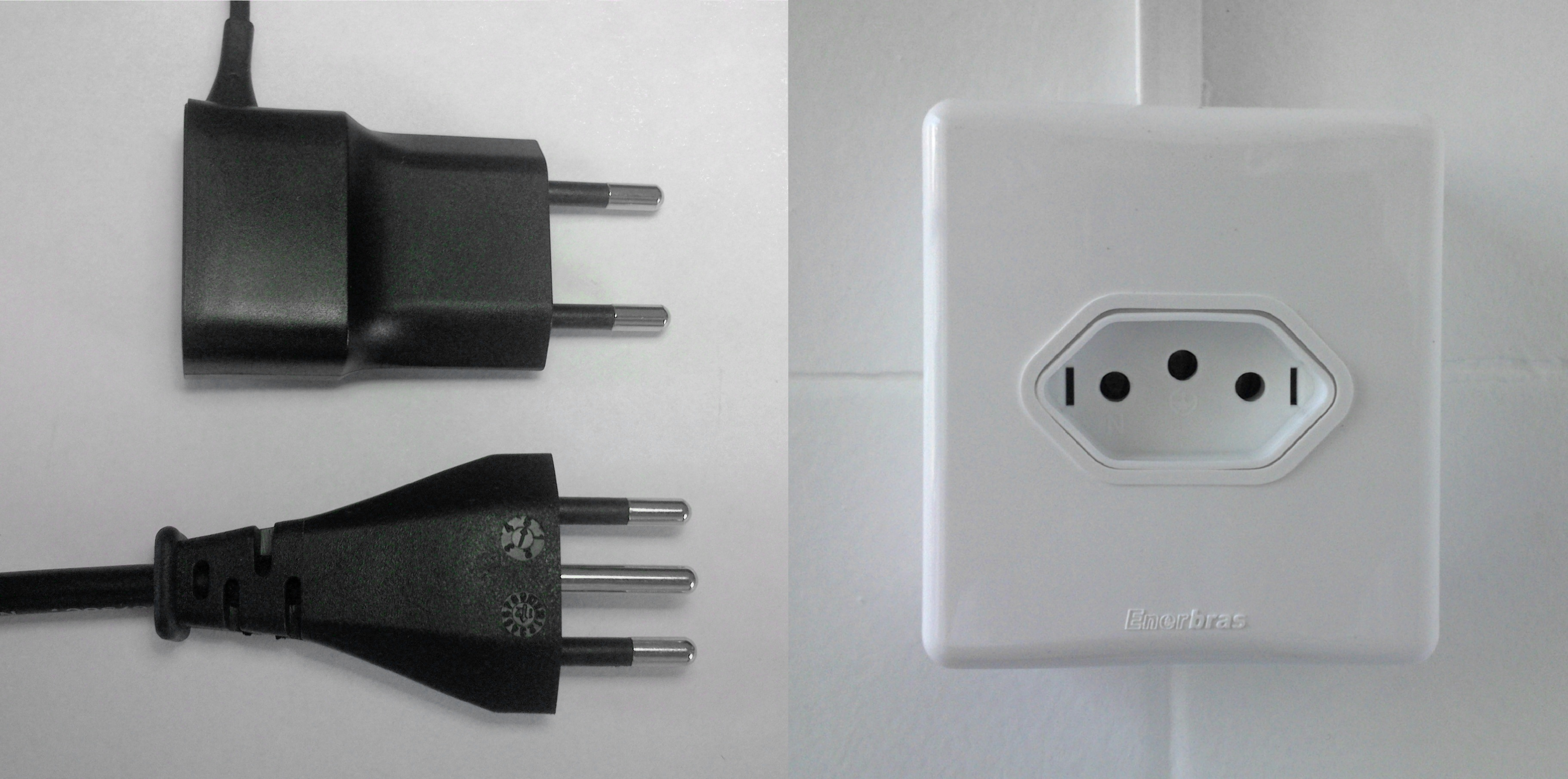
Plugues de dois e três pinos e uma tomada no padrão utilizada no Brasil

Popularmente conhecida como "tomada de três pinos", seu projeto de aplicação no brasil iniciou-se na década de 80. No ano 2000, o então presidente do Inmetro, Armando Mariante Carvalho Junior, estabeleceu, por meio de portaria, prazos para que fabricantes e comerciantes de material elétrico e eletrodomésticos se adaptassem ao padrão NBR 14136, que foi estabelecida inicialmente em 1998 pela Associação Brasileira de Normas Técnicas (ABNT), que determina a padronização do encaixe em formato hexagonal, fixado à parede, com três furos posicionados em formato de pirâmide. Na parte interna, possui três pequenos pinos ocos conectados à fiação. Os plugues de aparelhos que ali se conectam possuem um terceiro pino que funciona como o terra o que supostamente aumentava sua segurança.
Embora o padrão NBR 14136 seja baseado na IEC 60906-1, há diferenças notáveis entre eles. O plugue brasileiro:
- prega o uso da tomada com dois ou três pinos redondos para qualquer tensão enquanto o padrão IEC prega o uso de pinos chatos para tensões de 110VAC, para assim evitar o uso de aparelhos em tomadas com a tensão incorreta;
- especifica dois diâmetros de pinos: 4 mm para aparelhos com corrente de até 10 amperes e 4,8 mm para aqueles que consomem entre 10 e 20 amperes, enquanto o padrão internacional indica pinos de 4,5 mm de diâmetro e corrente máxima de 16 amperes.

#### Controvérsias
O formato e a sua obrigatoriedade a partir de 2011 foram alvo de constantes criticas. Estima-se que foram gastos R$ 1,4 bilhão de reais para adaptar todas as residências brasileiras ao novo padrão e que houve lobby de empresas do ramo para que o Inmetro o adotasse. A despeito da alegada segurança, o numero de acidentes elétricos cresceu mais de 50% desde que foi adotado e o numero de mortes não caiu, permanecendo praticamente estável no período.
O livro A tomada de três pinos deve deixar de existir?, publicado pela editora da Universidade Federal de Mato Grosso (UFMT), esclareceu tecnicamente as dúvidas sobre a tomada de três pinos. O autor do livro, o professor Danilo Ferreira de Souza, explica sobre o processo de padronização desde o desenvolvimento do padrão internacional até a publicação da norma brasileira.

### Possibilidade de aceitação na União Europeia

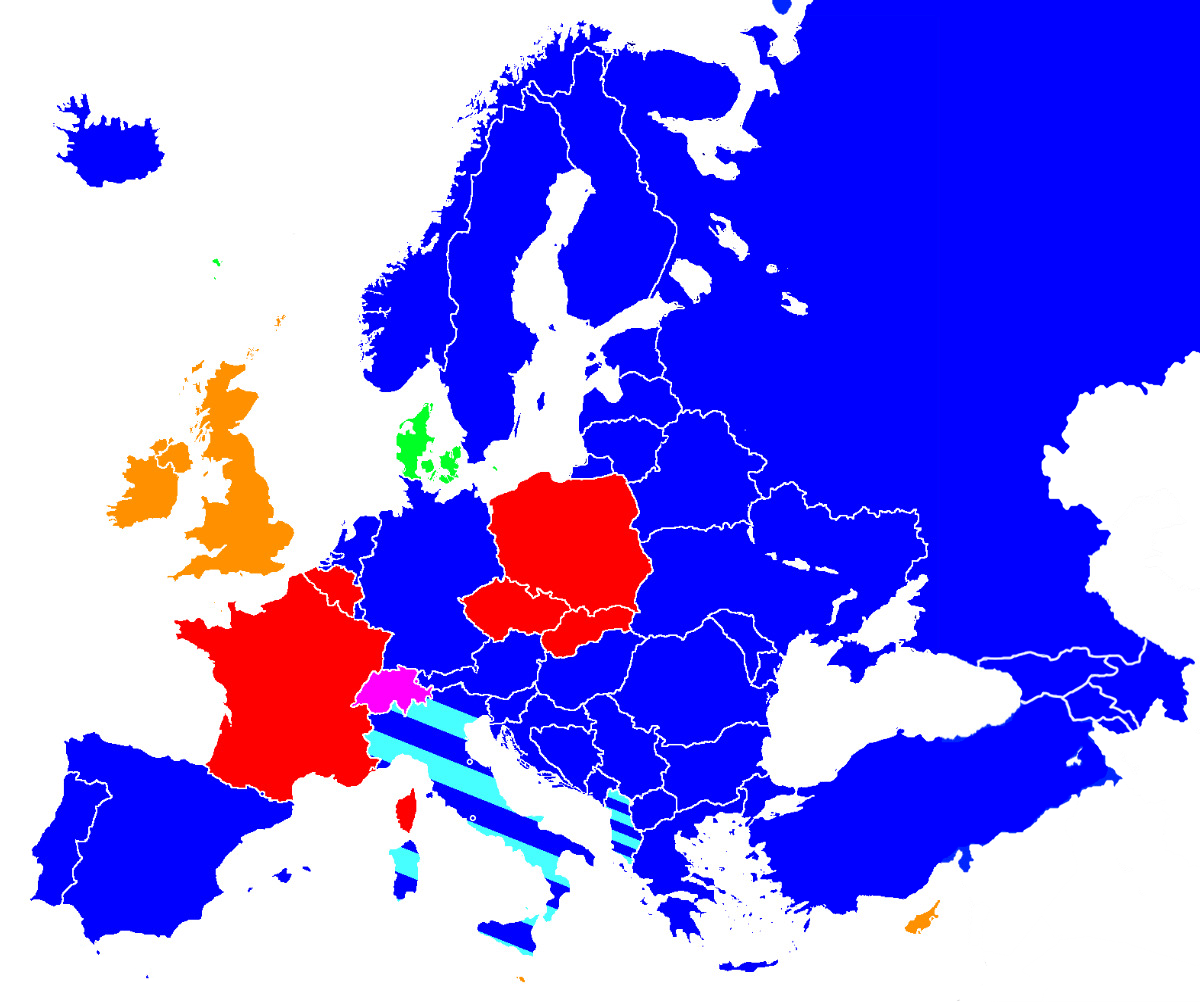
Tipos de plugue em uso na Europa
Schuko (Tipo F, plugue CEE 7/4)
Francês (Tipo E, plugue CEE 7/6 e CEE 7/7)
Britânico (Tipo G)
Suíço (Tipo J)
Dinamarquês 107-2-D1 (Tipo K)
Italiano CEI 23-50 (Tipo L)

Na década de 1990, a UE solicitou ao CENELEC que desenvolvesse um sistema harmonizado de plugue e tomada para a Europa.[6] Em 1995, essa tentativa foi abandonada, pois não era possível para os delegados do CENELEC concordarem com uma solução aceitável, o CENELEC previu que a conversão de residências, escritórios e fábricas europeus para um padrão comum custaria cerca de US$ 125 bilhões.
Em resposta a uma sugestão de que a Comissão Europeia introduzisse um sistema comum em toda a UE, o programa Regulatory Fitness and Performance (REFIT) da comissão emitiu recomendações em 2017. REFIT descobriu que "a harmonização dos sistemas de plugue e tomada na Europa, introduzindo mudanças nas legislações nacionais de fiação (teria) importantes períodos de transição (acima de 75 anos)", e que o custo para "substituir as tomadas antigas (e os plugues correspondentes dos aparelhos em uso)" foi estimado em 100 bilhões de Euros, "gerando um enorme impacto ambiental, produzindo cerca de 700 000 toneladas de resíduos elétricos". A REFIT não recomenda a harmonização dos sistemas de plugues e tomadas na Europa.

## Comparação com os sistemas tradicionais
Em função da moderna tecnologia de moldagem mediante injeção, plugues mais robustos e seguros podem ter dimensões menores do que era possível quando os outros padrões foram criados, no início ou em meados do Século XX.

### Schuko (Tipo F)

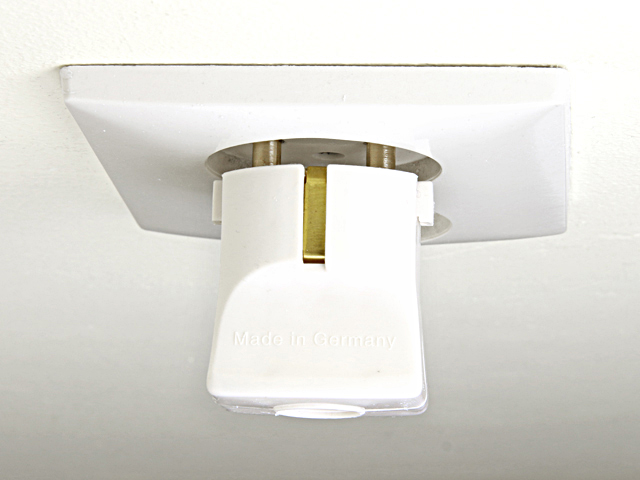
Plugue Schuko parcialmente inserido em uma tomada não aterrada CEE 7/1. Os pinos estão em contato enquanto expostos. Não há conexão para o contato de aterramento.

O sistema IEC 60906-1 também tem vantagens sobre os sistemas Schuko e francês atualmente usados na maior parte da Europa e em grande parte da Ásia:    
- O plugue Schuko é maior; sua face entrando tem aproximadamente o dobro da área dos plugues IEC 60906-1 (aprox 10 cm2 para o Schuko vs. aprox. 4,6 cm2 para o plugue IEC 60906-1 aterrado e 3,8 cm2 para o IEC 60906 não aterrado -1 plug. No entanto, a grande área de superfície e ranhuras de guia do Schuko permitem uma conexão muito robusta.

- O risco de choque pode ocorrer devido à compatibilidade do equipamento Classe I (aterrado) com plugues Schuko sendo inseridos em tomadas de dois pinos (não aterrados), amplamente  usadas, que não possuem contatos de aterramento de proteção. Tomadas sem aterramento foram ou estão sendo eliminadas na maioria dos países.

### BS 1363 (Tipo G)

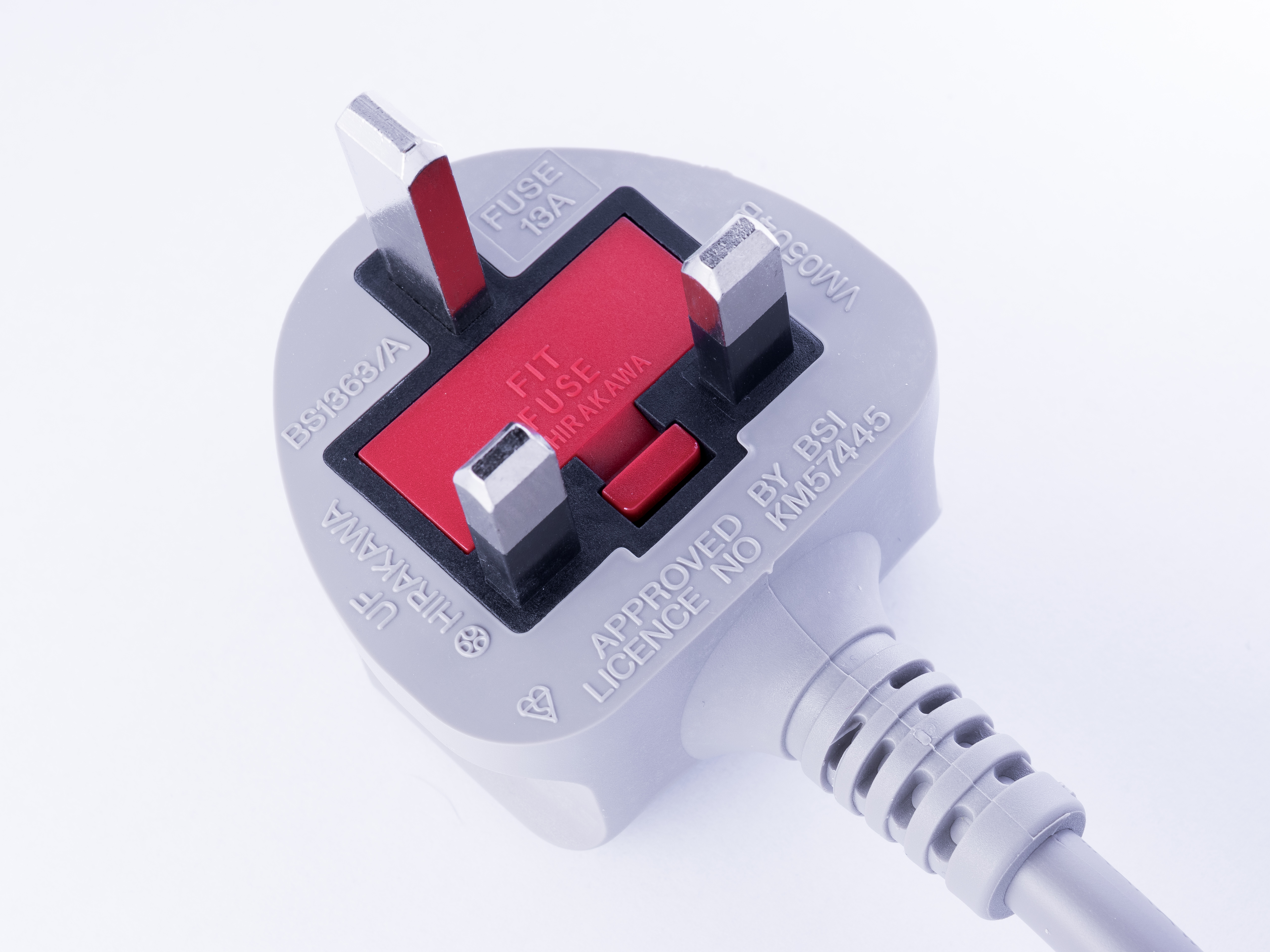
Plugue do padrão BS 1363.

Os sistemas IEC 60906-1 e BS 1363 têm alguns recursos de segurança em comuns: ambos os plugues e tomadas são polarizados e as tomadas precisam ter proteção para crianças nos pinos de linha e neutro. Os plugues IEC 60906-1 são classificados para até 16 amperes, enquanto os plugues BS 1363 (que são bem maiores) são classificados para 13 amperes. Como o plugue IEC 60906-1 não possui fusível, é incompatível com as regulamentações do Reino Unido, que exigem um fusível de classificação apropriada no plugue para proteger o cabo flexível conectado.

### Plugue Suíço (Tipo J)
O plugue aterrado IEC 60906-1 (designação IEC "Tipo N") é semelhante ao plugue suíço SN 441011 tipo 12 (designação IEC "Tipo J"), projetado em 1937. No entanto, este último possui pinos de diâmetro menor (4,0 mm), o pino de aterramento é mais deslocado (5 mm), é classificado apenas para 10 A e a polarização é invertida. Portanto, não há compatibilidade entre esses plugues de 3 pinos aterrados.
|      | Monofásico, aterrado | Trifásico, aterrado |
| ---- | -------------------- | ------------------- |
| 10 A | Tipo 13              | Tipo 15             |
| 16 A | Tipo 23              | Tipo 25             |

Os dois tipos de sistemas de plugues também diferem no fato de que plugues IEC 60906-1 (ambos de 2 pinos não aterrados e de 3 pinos aterrados) sempre foram definidos para ter pinos de linha e neutros parcialmente blindados, enquanto os plugues suíços tipo 11 (não aterrado) e o tipo 12 (aterrados) anteriormente eram permitidos sem revestimento parcial nos pinos. No entanto, desde 1º de janeiro de 2013, apenas plugues tipo 11 e 12 com pinos parcialmente revestidos podem ser importados e distribuídos na Suíça, com a finalidade de reduzir o risco de choques elétricos.

### Plugue Italiano (Tipo L)

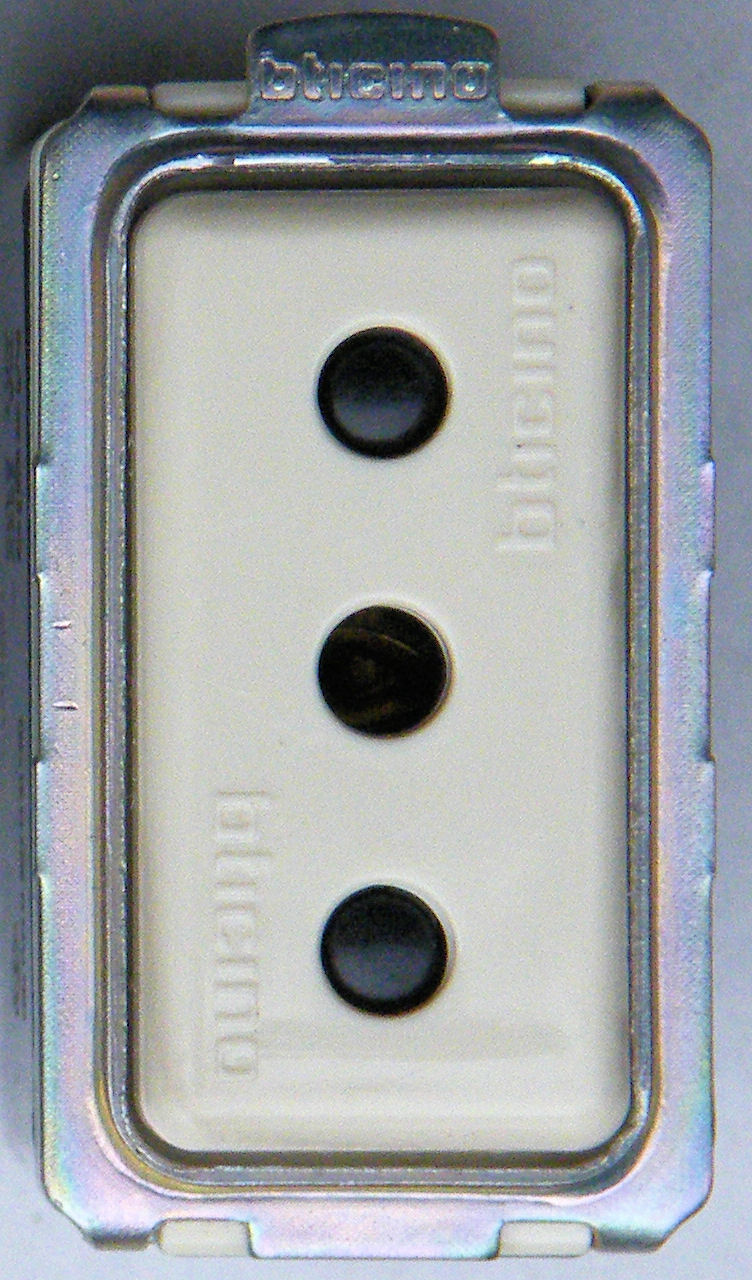
Tomada Italiana CEI 23-50 10 A

O IEC 60906-1 é semelhante ao plugue italiano CEI 23-50 10 A ("Tipo L"), com o mesmo perfil frontal em forma de hexágono plano e a mesma posição dos pinos de linha e neutro (os pinos espaçados 19mm entre si). No entanto, os pinos do Tipo L 10 A têm 4 mm de diâmetro (como no Europlug) e o pino terra está alinhado com os outros dois (sem deslocamento), tornando o plugue italiano despolarizado. Além disso, o plugue italiano é classificado para até 10 amperes (embora exista uma versão de 16 amperes com tamanho diferente e incompatível), enquanto os plugues IEC 60906-1 são classificados para 16 amperes.

## Especificações
- IEC 60906-1: IEC system of plugs and socket-outlets for household and similar purposes — Part 1: Plugs and socket-outlets 16 A 250 V a.c., International Electrotechnical Commission, 1986.[7]
- Norma brasileira NBR 14136, julho de 2001.[7][10]